# Mecopodum
Mecopodum là một chi thực vật có hoa trong họ Orchidaceae.